# Elio Lampridio
Elio Lampridio (en latín, Accius Lampridius o Ælius Lampridius) es uno de los seis autores ficticios de la colección de biografías llamadas Historia Augusta. Sería el autor de las biografías de Cómodo, de Diadumeniano, hijos de Macrino, de Heliogábalo y de Alejandro Severo, y, acaso, de las de Pertinax y Geta.
Está admitido desde las investigaciones de Hermann Dessau, publicadas en 1889, que no ha existido nunca, como tampoco han existido los cinco otros scriptores de la Historia Augusta. No son sino los pseudónimos del autor real de la selección de biografías cuya identidad exacta se desconoce, y que vivió sin duda entre el final del siglo IV  y el comienzo del V. Desde las investigaciones de Hermann Dessau, la selección de la Historia Augusta ha suscitado innumerables investigaciones científicas, como la que llevó en Francia André Chastagnol que dio en 1994 una traducción ricamente comentada de esta labor.